# جون وليام برغن
جون وليام برغن (باللاتينية John William Burgon) ثيولوجي إنكليزي ولد في سميرنا لأب تركي وأم يونانية. تخرج من أكسفورد في 1841، وفي السنة نفسها كتب قصيدة عن البتراء. كان خبيرا في علم العملات وعمل مساعدا في المتحف البريطاني. اشتهر لقصيدته عن البتراء ولنقده للنسخة المراجعة للبيبل، ولكتبه:
The Last Twelve Verses of Mark,
The Traditional Text,
Causes of Corruption